# Beulah (North Dakota)
Beulah is een plaats (city) in de Amerikaanse staat North Dakota, en valt bestuurlijk gezien onder Mercer County.

## Demografie
Bij de volkstelling in 2000 werd het aantal inwoners vastgesteld op 3152.
In 2006 is het aantal inwoners door het United States Census Bureau geschat op 2993, een daling van 159 (-5,0%).

## Geografie
Volgens het United States Census Bureau beslaat de plaats een oppervlakte van
6,2 km², geheel bestaande uit land.

## Plaatsen in de nabije omgeving
De onderstaande figuur toont nabijgelegen plaatsen in een straal van 36 km rond Beulah.